# Bupleurum marschallianum
Bupleurum marschallianum är en flockblommig växtart som beskrevs av Carl Anton von Meyer. Bupleurum marschallianum ingår i släktet harörter, och familjen flockblommiga växter. Inga underarter finns listade i Catalogue of Life.